# Кондилева къща
Кондилевата къща (на гръцки: Οικία Κονδυλίδου) е историческа постройка в село Мущени, Гърция.
В 2006 година сградата, собственост на семейства Кондилиос, Флорос и Боцис, е обявена за паметник на културата като притежаваща „много интересни архитектурни елементи от градска и етнографска гледна точка и важна за изследването на еволюцията на архитектурата“.